# Cayo Vipstano Aproniano
Cayo o Gayo Vipstano Aproniano  fue un político y militar romano del siglo I perteneciente a la gens Vipstana.

## Familia
Pudo haber sido un Apronio adoptado por un Vipstano o un Vipstano hijo de una Apronia. Posiblemente estuvo emparentado con Lucio Vipstano Publícola Mesala y Mesala Vipstano Galo.

## Carrera pública
Desempeñó el consulado en el año 59 bajo el gobierno del emperador Nerón  y fue procónsul de África en los años 68 y 69.
No mostró oposición ni aceptación durante la rebelión de Lucio Clodio Macro, ni cuando las ciudades de su provincia, alentadas por Crescente (un liberto de Nerón) sin esperar su consentimiento, se mostraron partidarias de Otón tras el asesinato de Galba, aunque parece no era partidario del nuevo emperador. No debió oponerse a Vespasiano.
Fue miembro de los Hermanos Arvales.